# Kapai Seusak
Kapai Seusak is een bestuurslaag in het regentschap Aceh Selatan van de provincie Atjeh, Indonesië. Kapai Seusak telt 1425 inwoners (volkstelling 2010).